# 북스피어
북스피어는 대한민국의 출판사이다. '재미가 없으면 의미도 없다'를 사시(社是)로 걸고있다.